# غازي القهيدي
غازي القهيدي المطيري، (من مواليد 1989) هو لاعب كرة قدم كويتي، لعب في نادي السالمية الكويتي، وفي منتخب الكويت لكرة القدم.

## حياته
بدأ اللعب في نادي النصر حتى الفريق الأول كان عمره 17 عام ومن أبرز الاعبين المتواجدين في الفريق، قدم مستوى رائع في بطوله كأس الخليج العربي المقامة في دولة قطر عام 2010م، حصل على جائزه أفضل لاعب واعد في الدوري الكويتي الممتاز في موسم 2010/2011، ثم انتقل إلى نادي السالمية في موسم 2012/2013.

## روابط خارجية
- معلومات اللاعب على موقع GOALZZ